# Ianthocincla sukatschewi
Ianthocincla sukatschewi é uma espécie de ave da família Leiothrichidae.
É endémica da China.
Os seus habitats naturais são: florestas temperadas.
A ave está ameaçada por perda de habitat.